# Sergej L'vovič Levickij
Sergej L'vovič Levickij (in russo Сергей Львович Левицкий? (Mosca, 1819 – San Pietroburgo, 1898) è stato un fotografo russo, uno dei pionieri della fotografia nell'Impero russo.